# Démographie en Sierra Leone

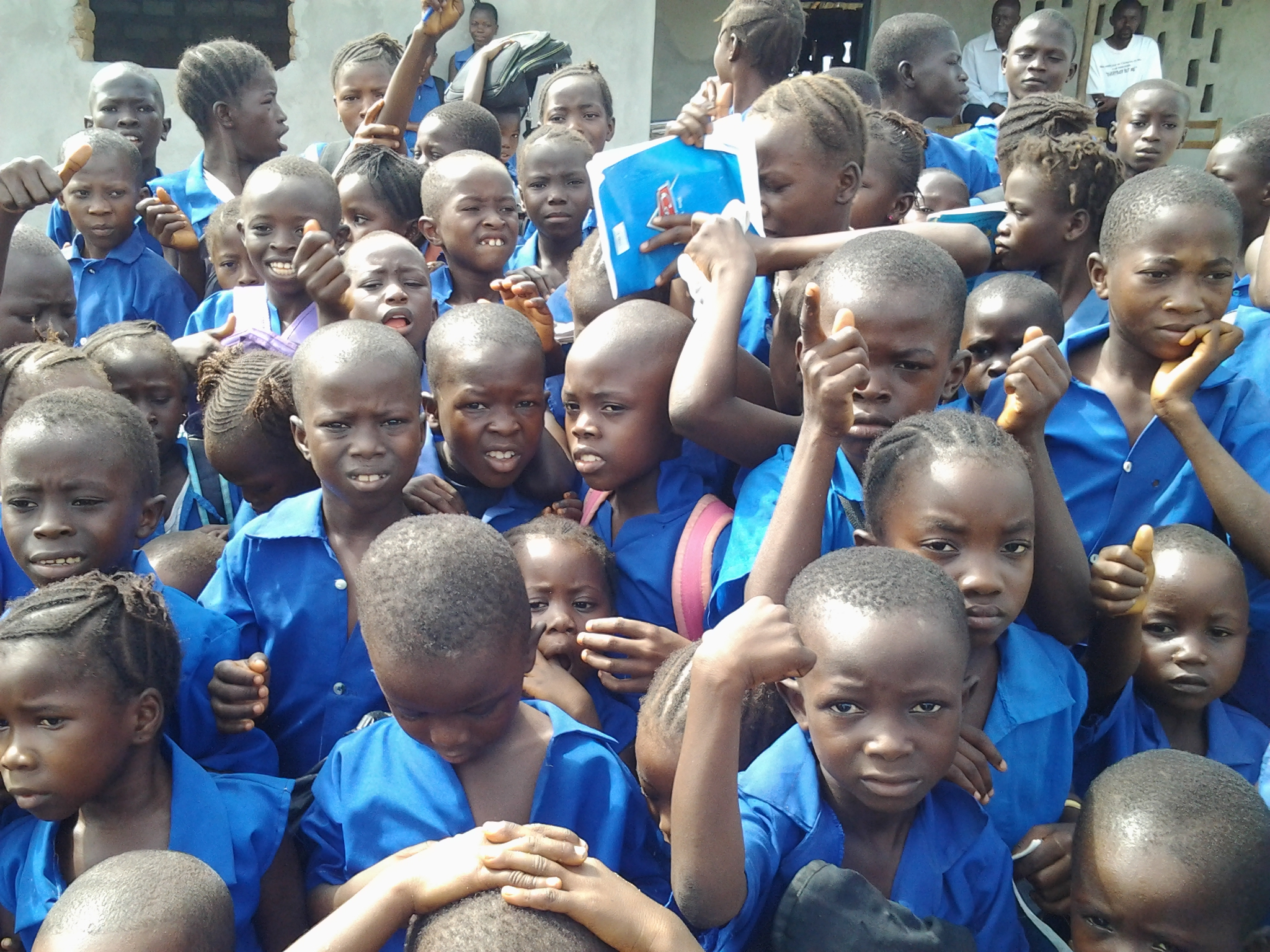
Écoliers en uniforme dans un village.

Cet article contient des statistiques sur la démographie de Sierra Leone.
Le taux de fécondité est de 4,1 enfants par femme en 2017.